# 磐陀寺造像
磐陀寺造像，位于中国四川省成都市邛崃市临邛镇磐陀村，为唐朝时期的摩崖造像。
2002年12月27日公佈為四川省第六批省級文物保護單位。2006年5月25日，花置寺造像与其附近的花置寺造像、位于邛崃市大同乡的石笋山造像一并被国务院正式公布为第六批全国重点文物保护单位，名称为邛崃石窟，分类为石窟寺及石刻。。
磐陀寺最初名开元寺，始建于唐代，重建于明洪武二十五年（1392年），因寺前有大石如磐，开元寺改名为磐陀寺。1985年7月，成都市人民政府将磐陀寺公布为市级文物保护单位。磐陀寺摩崖造像位于磐陀寺后岩壁上，始建于唐元和十五年（820年）。有造像4龛窟1099尊，内容有西方三圣、千佛龛、西方净土变、密宗造像等。